# L・ランダル・レイ
ラリー・ランダル・レイ（英語: Larry Randall Wray、1953年6月19日 - ）は、アメリカ合衆国のニューヨーク州にあるバード大学のレヴィ経済研究所の上級研究員を務めている経済学の教授である。1999年8月から2016年まで、彼はアメリカ合衆国のミズーリ大学カンザスシティ校(UMKC)の経済学部の教授であった。UMKCで教鞭をとる前は、彼はイタリアのローマ大学やフランスのパリ大学、メキシコシティのメキシコ国立自治大学で客員教授を務めていた。、1994年から1995年まで、彼はボローニャ大学で米伊間のフルブライト・プログラムである米伊フルブライト委員会の奨学金制度対象研究者であった。2015年からベルガモ大学の客員教授を務めている。
レイは、制度主義思想学会の元会長であり、進化経済学会の理事をも務めてきた。彼は、オーストラリアのチャールズ・ダーウィン大学の教授でポスト・ケインズ派経済学者の同志であるビル・ミッチェルと『International Journal of Environment, Workplace, and Employment 』誌の共同編集者を務めている。

## 学歴
レイは、パシフィック大学で学士号を取得し、セントルイス・ワシントン大学で修士号及び博士号を取得した。彼はパシフィック大学在学時には心理学部で学んでおり、修士課程に進んだセントルイス・ワシントン大学から経済学を専攻したため、彼自身の経済学の学歴上のキャリアは他の一般的な経済学者と比べると遅いスタートである。

## 刊行物
セントルイス・ワシントン大学在学中はハイマン・ミンスキーに師事し、貨幣経済学理論とその政策、マクロ経済学、金融的不安定性及び雇用政策について研究対象とした。マクロ経済学分野において、彼は現代貨幣理論の著名な提唱者である。
レイは、『Understanding Modern Money: The Key to Full Employment and Price Stability 』(1998年 - エドワード・エルガー出版) や『Money and Credit in Capitalist Economies 』(1990年 - エドワード・エルガー出版) の著者であり、経済学の学術雑誌の出版に幅広く関わっている。彼は、『Credit and State Theories of Money 』(2004年 - エドワード・エルガー出版) の編集者であり、『Contemporary Post-Keynesian Analysis 』(2005年 - エドワード・エルガー出版) や『Money, Financial Instability and Stabilization Policy 』(2006年 - エドワード・エルガー出版) 、『Keynes for the twenty-first century: The Continuing Relevance of The General Theory 』(2008年 - パルグレイヴ・マクミラン) の共同編集者である。
レイはまた、『Journal of Economic Issues 』、『Cambridge Journal of Economics 』、『Review of Political Economy 』、『Journal of Post Keynesian Economics 』、『Economic and Labour Relations Review 』、フランス語で書かれた雑誌の、『Economie Appliquée 』や『Eastern Economic Journal 』といった経済学に関する書籍や雑誌の中で、多くの学術的記事を執筆している。

### 日本語の著作
- 「MMT現代貨幣理論入門」島倉原・鈴木正徳 訳 東洋経済新報社 2019年
- 「ミンスキーと<不安定性>の経済学　MMTの源流へ」 横川太郎・鈴木正徳 訳 白水社 2021年